# Tudela
Tudela (Tudèle en français, essentiellement dans un contexte historique) est une ville et commune espagnole de la communauté forale de Navarre.

## Géographie

### Situation
Tudela se situe sur l'Èbre, à 91 km au sud de sa capitale, Pampelune.
C'est la seconde ville la plus peuplée de Navarre après la capitale, avec 35 062 habitants en 2014.

### Localités limitrophes
Ablitas, Arguedas, Cabanillas, Cascante, Castejón, Cintruénigo, Corella, Fontellas, Murchante.

### Quartiers
Bien que les limites ne soient pas officiellement fixées, en tenant compte du dernier "Plan General de Ordenación Urbana" et de ses développements ultérieurs, on peut considérer les quartiers (dits barrios) suivants parmi les plus consensuels.
- Lourdes : le quartier « antonomase » ou appelé populairement et durant plusieurs décennies, les « maisons peu chères ». Surgit des racines par l'initiative du Père Lasa pour doter d'habitations l'arrivée massive d'une population à Tudela en tant que main d'œuvre des industries qui s'implantèrent dans la ville dans les années 1950/60. Sa construction n'a pas suivi une planification urbanistique tans l'urgence et l'accessibilité étaient importantes. Il resta pour cela déconnecté de la ville dès le départ. Il occupe le versant sud du mont San Julián, avec un dénivelé constant vers le sud-est. Ses limites théoriques sont la calle (rue) Santiago Fernández Portolés, la route de Tarazona, l'avenue de Huertas Mayores et la calle Tomás Osta Francés. De plan octogonal, joint au type classique d'habitation adossée sur deux étages. Il existe aussi des édifices plus hauts (les "Torres", les "Cien Pisos"...).
- Azucarera : surgit dans les années 1990 selon le plan d'urbanisme qui convertit les terrains de l'ancienne sucrerie de Tudela. Près des tours orientée vers l'Èbre, le type de base des habitations est constitué par des maisons individuelles ("unifamiliares"). Il est séparé du reste de la ville par la voie ferrée. Il est structuré en angle plat avec sa bissectrice aux rues Santiago Ramón y Cajal. ne possède aucun commerce.
- Virgen de la Cabeza : c'est un petit quartier situé entre la route d'Alfaro et la rue Virgen de la Cabeza. Il est la prolongation du vieux quartier vers le nord limité par le terrain escarpé au pied des hauteurs de Canraso. Ce sont principalement des habitations de basse densité et de piètre qualité disposées sur un plan assez désordonné. Il héberge un parc éponyme. Il faut également citer l'ermitage de la Virgen de la Cabeza comme édifice remarquable.
- Griseras : aux limites imprécises, il est situé sur la sortie en direction de Saragosse, dans la zone de Peñuelas et dominant les constructions hautes autour de l'avenue Zaragoza. On y trouve la « plaza de toros » (arènes) et le parc Otoño. Il est limité au nord par la voie ferrée, la côte de la gare et l'avenue Santa Ana. Le plan, plusieurs fois corrigé, est quasi-octogonal avec de larges et rectilignes rues en général.
- Velilla : quartier récent, au sud de la route d'Alfaro et longeant le polygone industriel municipal avec des constructions de basse densité où prédominent les chalets disposés sur un plan ordonné et aux rue étroites.
- Elola : officiellement une expansion de la ville. Il est limité par les rues Diaz Bravo, Almoceda et la Cuesta de Loreto. Il est essentiellement composé de résidences. De forme octogonale, il occupe le dénivelé nord de l'accès aux monts de Santa Quiteria.
- Centro : il est une expansion à l'est de la ville. Ses principales artères sont l'avenue Zaragoza, la rue Capuchinos et la rue Juan Antonio Fernández. Malgré diverses interventions il continue d'être un exemple d'urbanisme désordonné, spéculatif et myope. Avec ses rues étroites et de hauts édifices dépassant souvent les huit étages, il est la principale zone commerciale de la ville.
- Gardachales : nouveau quartier situé entre celui de Griseras et le centre commercial Puente de la Ribera. Il est principalement constitué de terrains réservés pour la construction et d'un projet d'un paseo menant au dit centre commercial, avec de nombreux arbres. Il se substituera à la route actuelle qui sera déviée.
- Queiles : quartier en construction situé entre celui de la Música et le bois de Santa Quiteria. c'est un nouveau projet urbaniste avec de nombreuses rues rectilignes et larges ainsi qu'un nouveau pont sur le Queiles.
- Instituto : quartier situé à l'est et au sud de celui de Gardachales, il est constitué d'étroites rues piétonnes, formant un quadrilatère avec des bâtiments et attiques[3] de cinq étages. Son lieu central principal est la place Alfonso I el Batallador[4]. On lui donne le nom de "Instituto" parce qu'il se trouve au nord de l'EIS (Instituto de educación secundaria)[5]
- Música : petit quartier situé à l'ouest de Virgen la Cabeza et proche des polygones industriels. Il est composé de pavillons alignés parallèlement. Il possède le parc de la Música, et le projet d'une grande zone verte qui serait la plus grande de la ville.

## Histoire
(décembre 2018).
Améliorez-le ou discutez des points à vérifier. 

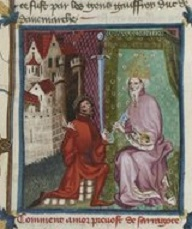
Reddition d'Amrus ben Yusuf (fondateur de Tudèle), enluminure, - s.

La villa del remalete, restes de céramiques romaines sur la colline qui domine Tudela et dans le vieux quartier attestent un établissement d'un peuple romain, datés également par des témoignages écrits contemporains, à l'époque où la ville se nommait Tutela. Des fouilles ont montré de nombreux vestiges archéologiques du IVe au VIe siècle, durant la période wisigothe, à proximité notamment de l'église de Marie-Madeleine ou sur les pentes du Cerro Santa Barbara. Il n'est pas connu de foyers stables jusqu'à l'époque de la domination musulmane.

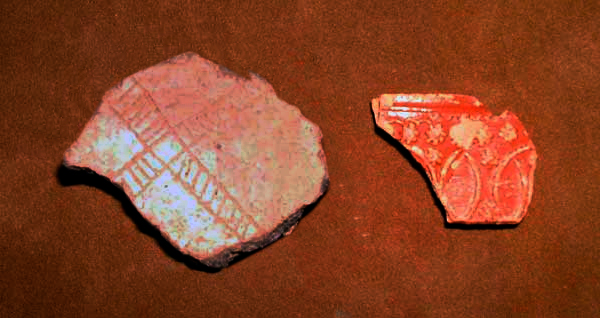
Fragments de poteries (âge de fer I et période romaine) trouvés à Tudela.

La ville est fondée en 802 par Amrus ben Yusuf al-Muwallad al-Laridi, gouverneur de la Marche (fief frontalier) supérieure de l'émirat de Cordoue, qui y installe son fils Yusuf ibn Amrus. La ville prend le nom de Al-Tutili.
Al-Tutilli devient la résidence de Musa ibn Musa (790-862), chef de la famille muwallad Banu Qasi (hispano-romains convertis à l'islam) et demi-frère du roi de Pampelune Eneko Arista. Sous l'égide de Musa ibn Musa, la ville et la région se développent considérablement, et Musa ibn Musa se présente comme le « troisième roi d'Espagne » (tertius regem in Hispania). Bien que la région retombe sous l'autorité de Cordoue, le développement économique et culturel se poursuit. Tudela devient la capitale d'un taïfa indépendant pour environ 5 ans (probablement entre 1046 et 1051), temps durant lequel une monnaie est inventée. La ville se divise en aljamas et se dote d'une grande mosquée (l'actuelle cathédrale), de marchés (souk Mercalete Vetere, (es) alcaicería), de bains publics, de synagogues et d'églises, ainsi que d'un pont sur l'Èbre, toujours utilisé.

Plan de la municipalité de Tudela

Après la disparition du califat de Cordoue, la ville devient entre 1046 et 1051 la capitale d'un royaume (taïfa), avant d'être incorporé à celui de Saragosse. C'est à cette époque que vécut le poète natif de la ville, Al-A'ma Al-Tutili, célèbre pour ses poèmes d'amour ainsi que le poète, philosophe, rabbin et médecin juif Juda Halevi, aussi natif de la ville, célèbre pour ses Odes à Sion et son Kuzari, qui parcourut l'Espagne et al-Andalus en proie aux guerres incessantes, pillages, conversions de force ou massacres entre chrétiens et Berbères almoravides puis almohades dont les Juifs faisaient les frais.

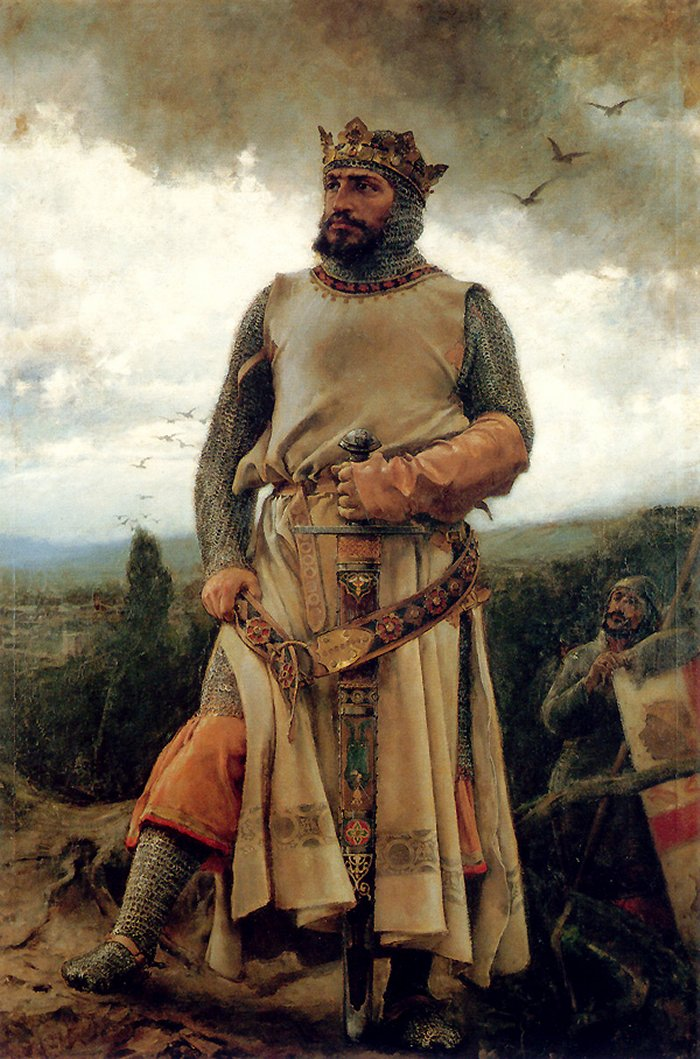
Alphonse Ier d'Aragon (qui reprit la ville en 1119).

Avec la capitulation musulmane de Saragosse, Tudela est prise le 25 février 1119 par le roi Alphonse Ier d'Aragon « le Batailleur », avec une armée de Pampelune, des Croisés aragonais et français. Le roi la divise en quartier juif (barrio juderia - existant au moins depuis le IXe siècle au sud-est de la ville), musulman (moreria) et chrétien. Les trois populations continuent à vivre dans un calme relatif, chacune sous sa juridiction, us et rites propres à chacune, dans des quartiers différents. Les communautés musulmane et juive de Tudela seront les plus prestigieuses et nombreuses de Navarre (environ 15 % de Juifs dans la population totale au XVe siècle à Tudela). L'exemple le plus fameux en est le voyageur Benjamin de Tudèle (1127-1175), rabbin curieux et intrépide qui a raconté son voyage autour de la Méditerranée jusqu'en extrême-Orient dans son Sefer ha-Masa'ot (Le Livre de Voyages). 
En 1170, le roi de Navarre Sancho VI le Sage exige le retour des Juifs qui ont quitté la aljama du village et décrète le transfert du quartier juif à côté des murs du château, dont la garde et les réparations sont confiées aux Juifs en échange d'exonérations fiscales, l'octroi de privilèges fonciers et d'une meilleure protection,,,. Pour leur part, les Maures de Tudela se mettent d'accord avec le roi Alphonse Ier et ont maintenu leurs autorités religieuses et judiciaires, avec des adaptations appropriées. Par la suite, des mesures anti-juives se renforcent sur toute la péninsule ibérique lors du synode de Zamora en 1313.
Après la mort du roi, Tudela est incorporée dans le royaume de Pampelune. Les rois de Navarre partage leur temps entre Pampelune et Tudela. En 1390, Tudela fut élevée au rang de ville par Charles III le Noble qui transforme l'ancien château de Tudela en un palais royal somptueux et élégant. Après la mort de ce roi, les guerres civiles ne cessent pendant plus d'un siècle entre les Agramont ((es) Agaramonte en basque) et les Beaumont ((es) Beaumonteses).
L'atmosphère décline progressivement à travers des tueries périodiques de Juifs (1235, 1321 et 1328) et des impôts exorbitants auxquels ils sont assujettis, établis par les rois jusqu'à l'expulsion finale des Juifs qui ne voulaient pas se convertir au christianisme entre le 7 et le 28 mars 1498. Les noms des convertis écrits dans un tissu appelé la manta (une reproduction de celle-ci est conservée dans la chapelle[Laquelle ?] à l'intérieur du cloître), ceux-ci restent toujours suspectés d'être des marranos montrés du doigt,. C'est l'origine de l'expression tirar la manta[C'est-à-dire ?]. Si au XIVe siècle, on comptait 300 familles juives vivant dans la juderia - non fermée au début sauf dans les moments de « turbulences » -, il n'en restait plus une seule à la fin du XVe siècle à Tudela.  
Quant aux musulmans (95 foyers en 1480 et autant en 1495), la dernière mosquée est fermée en 1502 et ils sont à leur tour convertis de force (nommés Morisques) avant d'être expulsés d'Espagne en 1516 puis en 1609-1610.
L'esprit libre de ses habitants, la jalousie de ses fors, libres et francs ainsi que la profonde loyauté à ses rois, ont été des aspects qui sont restés patents tout au long de son histoire. Lorsque Fernand le Catholique met fin à l'indépendance du royaume, Tudela reste fidèle à ses rois démis, étant, en 1512, le dernier peuple navarrais qui se soumet, jurant "El Católico"  les fors de la ville. Ceci valut le titre de "Muy Noble y Muy Leal" (très noble et très loyal), qu'ils affichent orgueilleusement depuis.
L'invasion française à Tudela fut la scène de la bataille de Tudela gagnée par les troupes françaises qui est fixée à l'arc de triomphe de Paris.

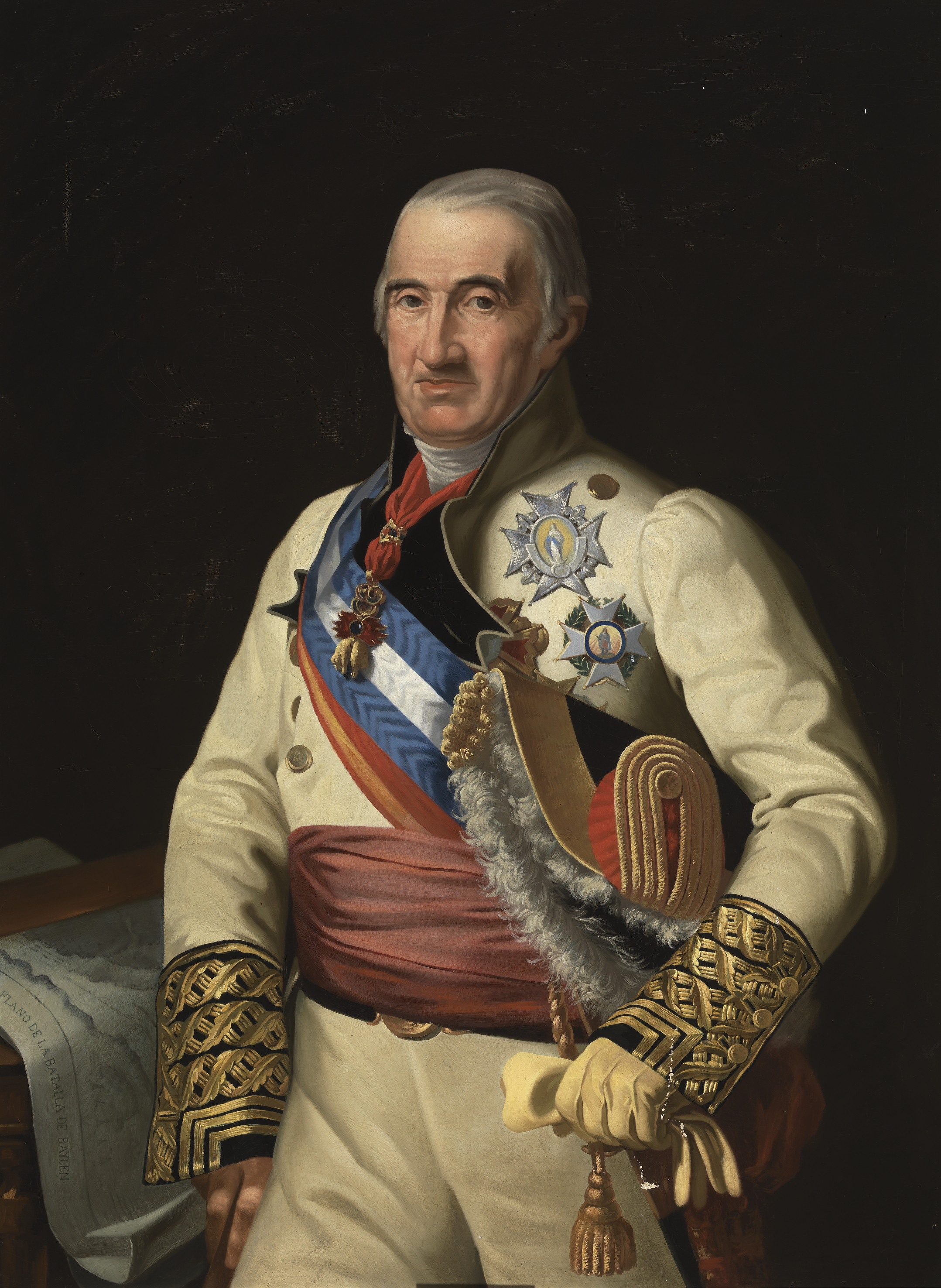
Général Francisco Javier Castaños (1758-1852), duc de Bailén.
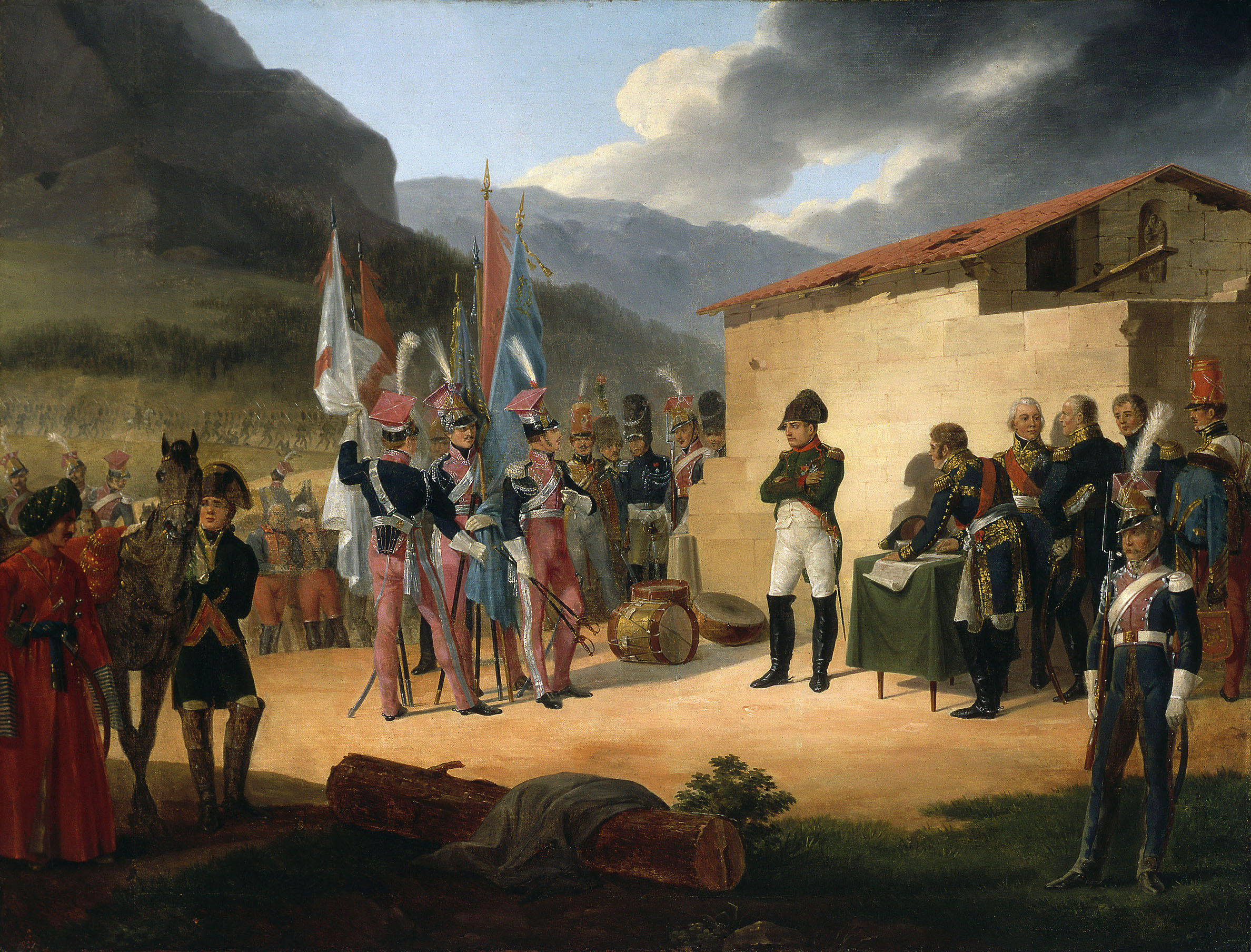
La bataille de Tudela, Janvier Suchodolski, 1827.
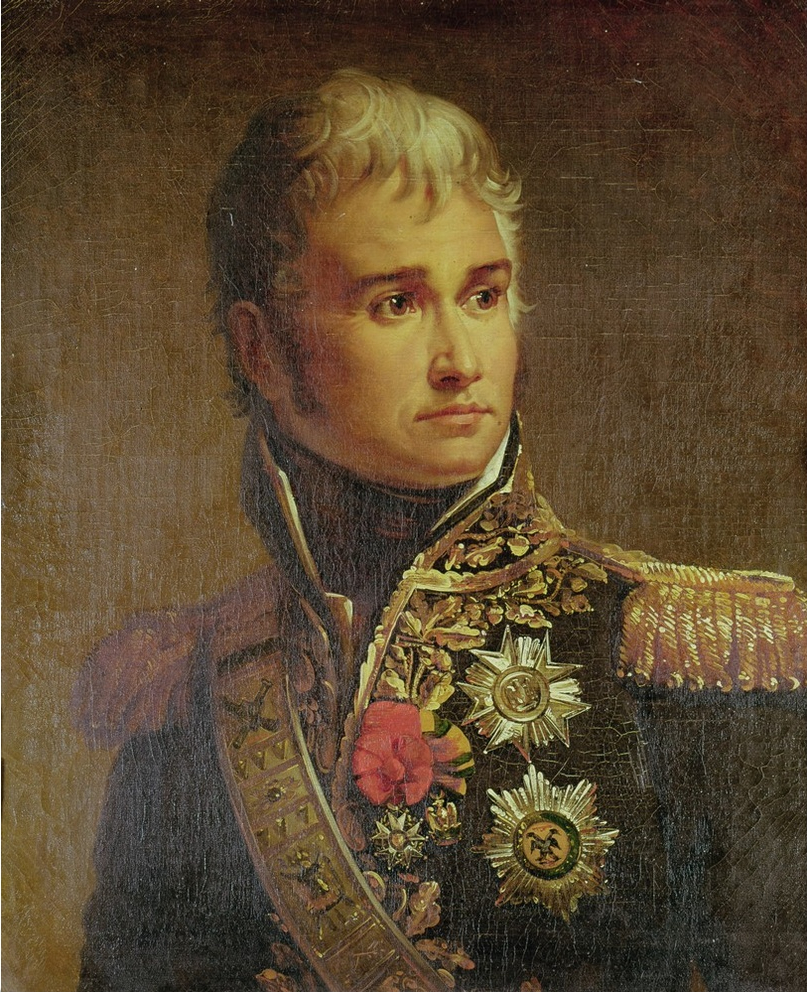
Maréchal Jean Lannes (1769-1809).

Tudela entre dans le XXe siècle en améliorant son système urbain. La guerre civile passée, dans les années 1950, un changement définitif de la ville débuta. L'envol économique et la demande d'éléments productifs généra une immigration considérable des gens de la Ribera, des environs de l'Aragon et de Soria, rendant Tudela, une fois encore, un centre de création d'emploi dans la zone.
L'ancien maire de Tudela, Perez Sola, a réhabilité le vieux quartier juif en ruines et dans un immeuble du XVIe siècle, aménagé un muséo sefardi reconstituant la vie domestique d'une famille juive au XVe siècle avec des objets historiques précédemment dispersés dans le monde.

## Administration

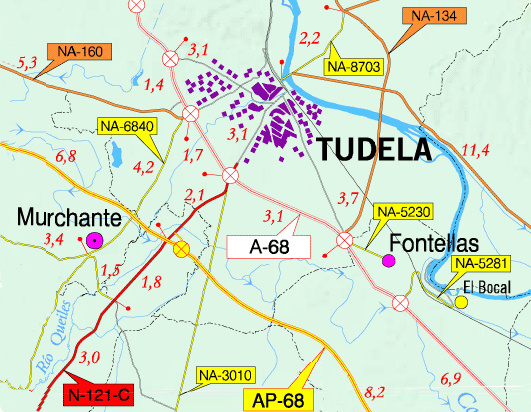
Principaux axes routiers de Tudela

| Mandat      | Nom du maire             | Parti politique |
| ----------- | ------------------------ | --------------- |
| 1979-1980   | Francisco Alava Jimenez  | PSN-PSOE        |
| 1980-1983   | Alberto Tantos Bordonaba | PSN-PSOE        |
| 1983-1995   | José Antonio Pérez Sola  | PSN-PSOE        |
| 1995-2003   | Luís Campoy Zueco        | UPN             |
| 2003-2015   | Luis Casado Oliver       | UPN             |
| 2015-2019   | Eneko Larrarte Huguet    | I-E             |
| Depuis 2019 | Alejandro Toquero        | UPN             |

## Démographie
| 1897  | 1900  | 1920   | 1930   | 1950   | 1960   | 1970   | 1975   | 1981   |
| ----- | ----- | ------ | ------ | ------ | ------ | ------ | ------ | ------ |
| 8 373 | 8 996 | 10 511 | 10 882 | 13 518 | 16 000 | 21 121 | 23 373 | 24 953 |

| 1991   | - | - | - | - | - | - | - | - |
| ------ | - | - | - | - | - | - | - | - |
| 26 461 | - | - | - | - | - | - | - | - |

| Évolution démographique                                | Évolution démographique | Évolution démographique | Évolution démographique | Évolution démographique | Évolution démographique | Évolution démographique | Évolution démographique | Évolution démographique | Évolution démographique | Évolution démographique |
| 1996                                                   | 1998                    | 1999                    | 2000                    | 2001                    | 2002                    | 2003                    | 2004                    | 2005                    | 2006                    | 2007                    |
| ------------------------------------------------------ | ----------------------- | ----------------------- | ----------------------- | ----------------------- | ----------------------- | ----------------------- | ----------------------- | ----------------------- | ----------------------- | ----------------------- |
| 26 857                                                 | 27 188                  | 27 602                  | 27 819                  | 28 998                  | 30 355                  | 31 228                  | 31 659                  | 32 345                  | 32 802                  | 32 760                  |
| Sources: Tudela et instituto de estadística de navarra |                         |                         |                         |                         |                         |                         |                         |                         |                         |                         |

## Culture et patrimoine

### Patrimoine civil
- Pont de pierre sur l'Èbre, avec 17 arches.
- Palais des Marquis de San Adrián, remarquable pour ses fresques "agrisallados", unique dans des palais civils du XVIe, siège de l'Université Nationale d'Éducation à Distance à Tudela.
- Palais des Marquis de Huarte, siège des archives et bibliothèque municipale.
- Nombreuses maisons seigneuriales, blasonnées en façade, balcons travaillés avec des sculptures comme celle des Almirante et des Luna.
- Ruines de l'ancien château de Sanche VII le Fort sur les hauteurs de Sta Bárbara.
- Musée Muñoz Sola (art impressionniste).
- Tour Monreal située au sud ouest de Tudela près du quartier de Lourdes.

### Patrimoine religieux
- Cathédrale Sainte-Marie des XIIe et XIIIe siècles, mais avec des ajouts successifs jusqu'à nos jours. Actuellement restaurée et ré-inaugurée le 16 juillet 2006.
- Église Magdalena du XIIe siècle, romane.
- Église San Nicolás (portail du XIIe siècle).
- Église San Jorge (XVIIe siècle, baroque).
- Palais Decanal (héberge le musée Decanal).
- Église et couvent des Capucins.
- Église et couvent des Capucines (sœurs).
- Église et couvent des Dominicains.
- Église de la Compagnie de Marie.
- Église Santa María (XVIe siècle, reconstruction néfaste dans la seconde moitié du XXe siècle).

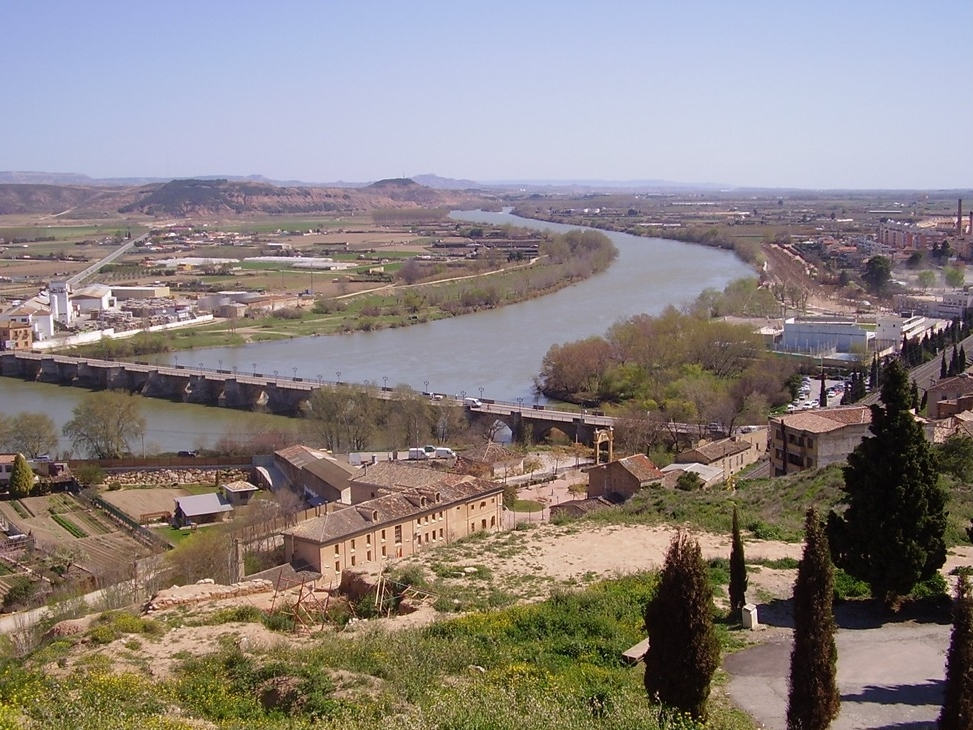
Industrie papetière sur les bords de l'Èbre à Tudela.
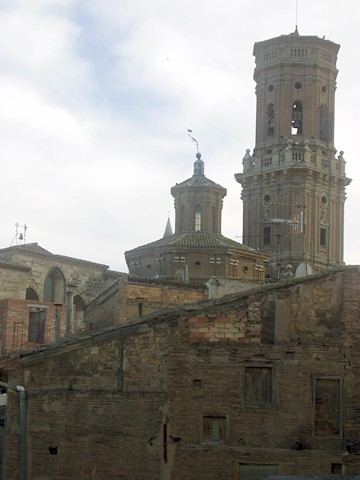
Ensemble historique sur le vieux quartier de Tudela.
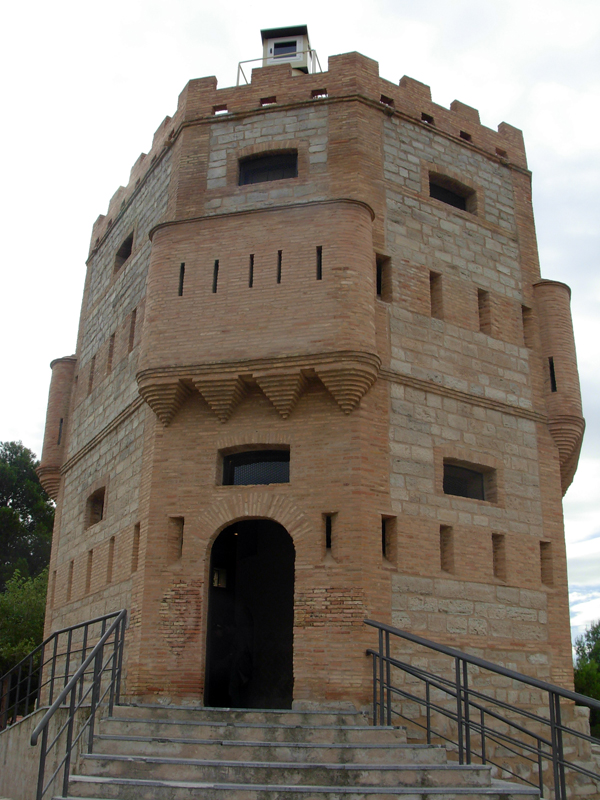
Tour Monreal. sur le toit le périscope.
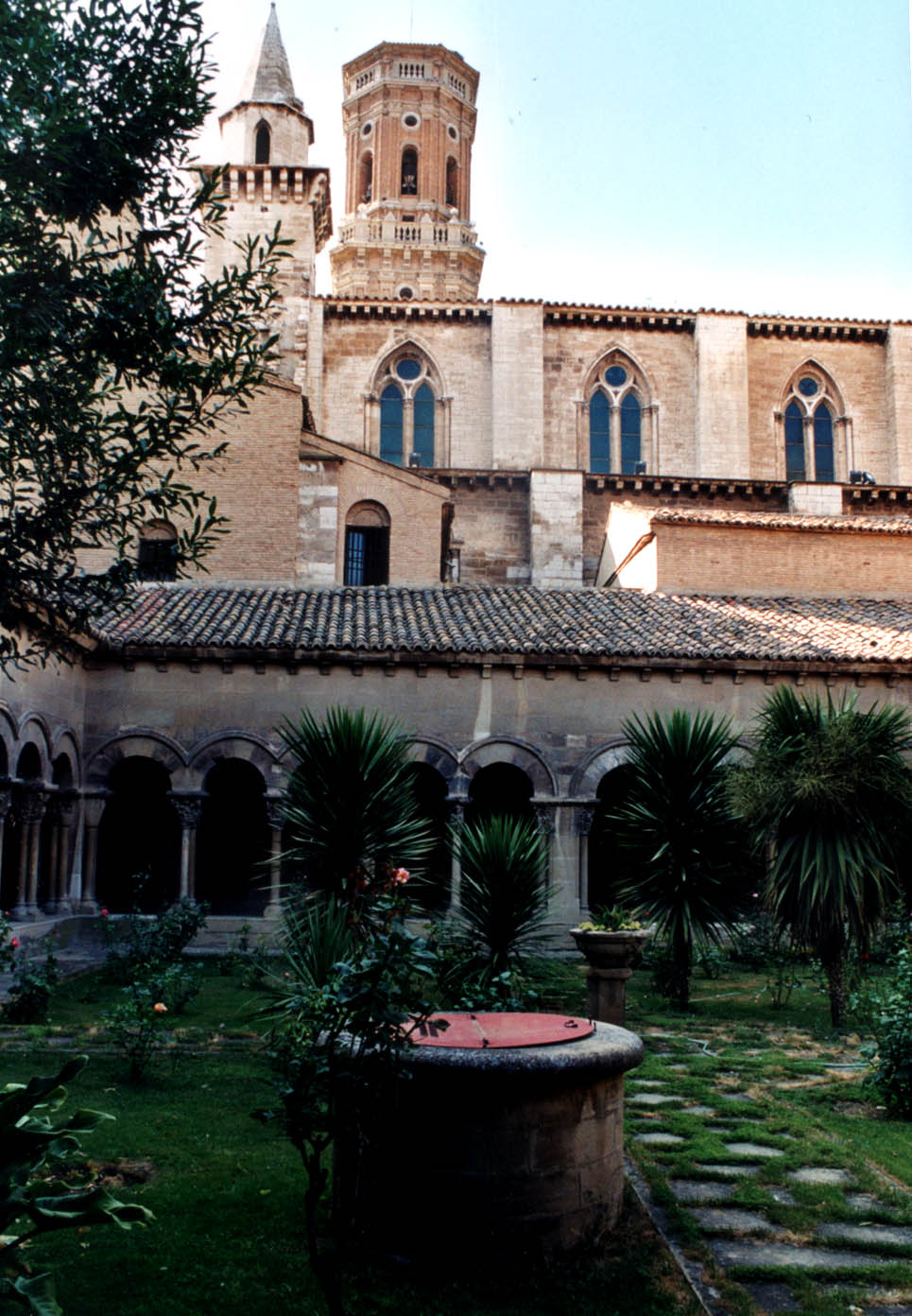
Église de Tudela.
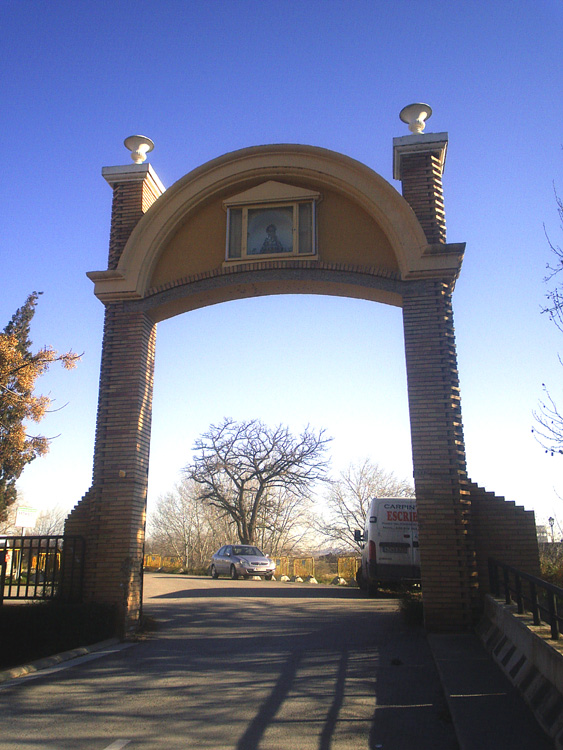
Porte d'accès à la Mejana.
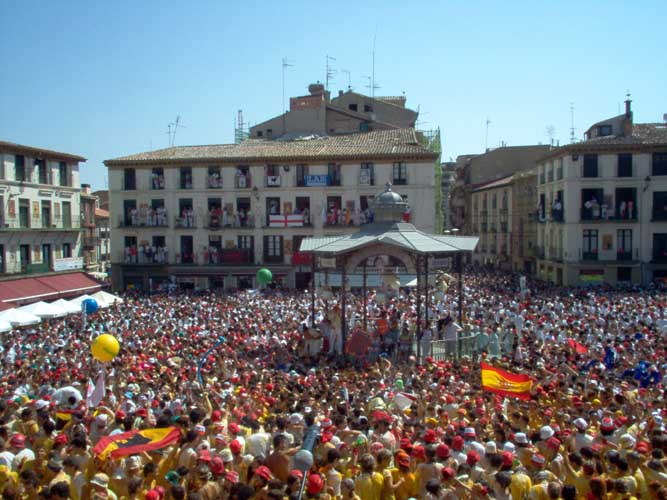
Jour de cortège annonçant les fêtes.
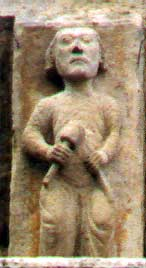
Une des figurines.

### Musées et établissements culturels
- Musée diocésain, situé au Palais Decanal.
- Musée d'art moderne Muñoz Sola.  site (en espagnol).
- Archives ecclésiastiques de Tudela, où l'on peut trouver la documentation religieuse depuis le XIe siècle jusqu'à nos jours.
- Centre cultural Castel Ruiz, siège de la Escuela de Música, de Jotas y auditorium.
- Centre culturel Miguel Sánchez Montés, siège de la « Comparsa Perrinche » et des « alabarderos de San Juan ». site (en espagnol).
- Théâtre Gaztambide (actuellement en reconstruction)
- Cinéma Moncayo, où l'on célèbre les festivals d'opéra « Prima » et des séances de cinéma pour enfants.  site (en espagnol)

### Fêtes

#### Fêtes de Santa Ana (d'intérêt touristique)
Du 24 au 30 juillet. La fête patronale est le 26 juillet. Un programme dense de festivités populaires, dont la féria taurine avec les encierros (course de taureaux dans les rues comme à Pampelune), la « Gigantada », vaste concentration de géants le jour de Santa Ana. La « Revoltosa », danse-carrousel de cinq cents ans qui met à l'épreuve toutes les nuits la vigueur de tous les participants dans un acerbe rite folklorique. La place des fueros semble devenir folle.

### Volatin (d'intérêt touristique national)
Les traditionnelles cérémonies de l'Ange et du Volatil ont toujours suivi jointes aux fêtes et dans les habitudes tudelanes depuis leur début, que l'on considère probablement au XIIIe ou XIVe siècle. Le jour du samedi saint, à 10 heures du matin, un mannequin ou pantin en bois, avec ses membres articulés, ridiculement vêtu. Le clan qui tient le pantin commence à bouger de gauche à droite et vice-versa pour faire bouger le pantin, qui représente le Volatin ou Judas, faisant tomber des morceaux de ses vêtements au sol. Ainsi est parvenu jusqu'à nous cette simple cérémonie qui rappelle la mort désespérée de Judas, l'apôtre qui vendit son maître (Jésus de Nazareth) à ses ennemis.

#### Bajada del Angel (descente de l'ange) (d'intérêt touristique national)
Aussi ancienne que le Volatin est la descente de l'ange. Ainsi nommée parce qu'un enfant, vêtu comme un ange et suspendu à un cordage, est porté au milieu d'un groupe et dans l'actuelle place des fueros, jusqu'à arriver aux épaules qui ont l'image de la Vierge[pas clair], sa tête couverte d'un voile noir évoquant la tristesse causée par la perte de son enfant Jésus-Christ. L'enfant lui retire le voile en signe de joie pour la résurrection du Christ. Jusqu'en avril 1851, on la célébrait sur la vieille place mais cette année-là, la municipalité accorda le transfert de ce rite sur la nouvelle où elle se déroule désormais le dimanche de Pâques à 9 heures. Cependant, cette tradition a été interrompue pendant la guerre et à l'arrivée des Français.

#### Fêtes de Saint Jean (d'intérêt touristique)
Elle se célèbrent dans le quartier de Lourdes, les fins de semaine proches du jour de la Saint Jean depuis 1977. Elles débutent le vendredi avec le lancement du cortège annonciateur. En suivant, les géants et les grosses têtes sur des pasacalles. Ils arrivent ainsi à la maison « del donante del rosco de San Juan ». On y organise un bal, qui clôture le vendredi. Le samedi, on se lève aux aurores de la Saint Jean et le matin, de nombreuses activités sont proposées. L'après-midi, c'est le « paloteado de San Juan » (mélange de bal et théâtre), précédé du défilé des gardes hallebardiers de Jean le Baptiste et la procession du saint. La nuit, des feux d'artifice sont tirés ainsi qu'est organisé le fameux bûcher de la Saint Jean. Le dimanche, les fêtes se clôturent avec un spectacle grandiose de géants.

#### Carnaval de Tudela
Les « zipoteros » devaient être des personnages importants dans la Ribera navarraise. Celle-ci a été repêchée dans le carnaval de Tudela en 1989, et après trois décennies sans célébration, elle revient en 1983. Sans doute, le défilé des zipoteros dans les rues de la capitale riberaine est une tradition très ancienne, car on retrouve des traces à Yanguas et Miranda dans des documents sur la tradition du carnaval de Tudela et le personnage du zipotero. Ce dernier est vêtu de pantalon blanc, foulard rouge, chemise de couleur, sur chemise bleue, masque blanc, un mouchoir noué aux quatre angles pour le port sur la tête et, en complément, une baguette avec des grelots.
Le « capirote » est un personnage nouvellement créé qui se trouve en tête du cortège. Il a le visage couvert, un haut bonnet et porte un bâton avec des sonnailles.

### Sport
La ville dispose de son propre stade de football, le Stade de la ville de Tudela, où évolue le principal club de football de la ville, le CD Tudelano.

## Personnalités

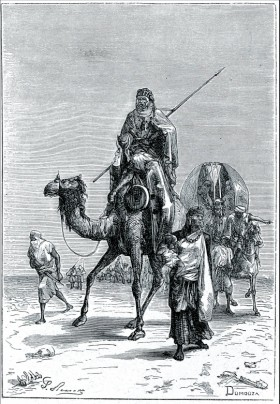
Benjamin de Tudèle dans le Sahara, au XIIe siècle s. (gravure du XIXe siècle s.).

### Juifs
- Benjamin de Tudèle[24] (?-1173), explorateur.
- Abraham ibn Ezra (1092-1167) astronome qui donna son nom à un cratère de la lune.
- Juda Halevi (c. 1075-c. 1141) Poète, philosophe, rabbin et médecin, auteur du Kuzari.
- Abraham Aboulafia (né à Saragosse) (1240-1291) kabbaliste espagnol.

### Chrétiens
- Sanche VII de Navarre, roi de Navarre entre 1194 et sa mort, dans le château de Tudela, en 1234.
- Bérengère de Navarre Reine d'Angleterre épouse de Richard cœur de Lion
- Guillaume de Tudèle (c. 1212), chanoine de Saint-Antonin-en-Rouergue et auteur de la première partie de la Chanson de la croisade albigeoise.
- Melchor Pérez de Baráiz e Ibero, vécut au XVIIe siècle, fut corrégidor[25] d'Iztlavaca et Metepec (Mexique).

### Musulmans
- Amrus ibn Yusuf, général muladi et fondateur de la ville de Tudela.
- Les Banu Qasi, famille wisigothe muladie islamisée apparentée aux rois de Navarre, détentrice du pouvoir dans une faction qui dominait la vallée médiane de l'Èbre, avec une base à Tudela.
- Ibn Khafadja (1058-1137), poète né à Tudela, célèbre pour ses poèmes célébrant la nature.

### Contemporains
- Joaquín Gaztambide (1822-1870), compositeur de zarzuelas.
- Rafael Moneo n. 9 mai 1937, architecte.
- Ismael Urzáiz (Tudela 1971), footballeur professionnel.

## Jumelages
La ville de Tudela est jumelée avec les villes suivantes :
- Mauléon-Licharre (France) depuis 1965 ;
- Tibériade (Israël) depuis 1984 ;
- Mont-de-Marsan (France) depuis 1986 ;
- Le Mans (France) depuis le 20 janvier 2022.

Tudela est aussi à l'origine du nom de Tudelle, bastide fondée en Gascogne à la fin du XIIIe siècle.

### Sources
- (es) Cet article est partiellement ou en totalité issu de l’article de Wikipédia en espagnol intitulé « Tudela » (voir la liste des auteurs).